# Markgraf von Villena

Wappen der Marquise von Escalona

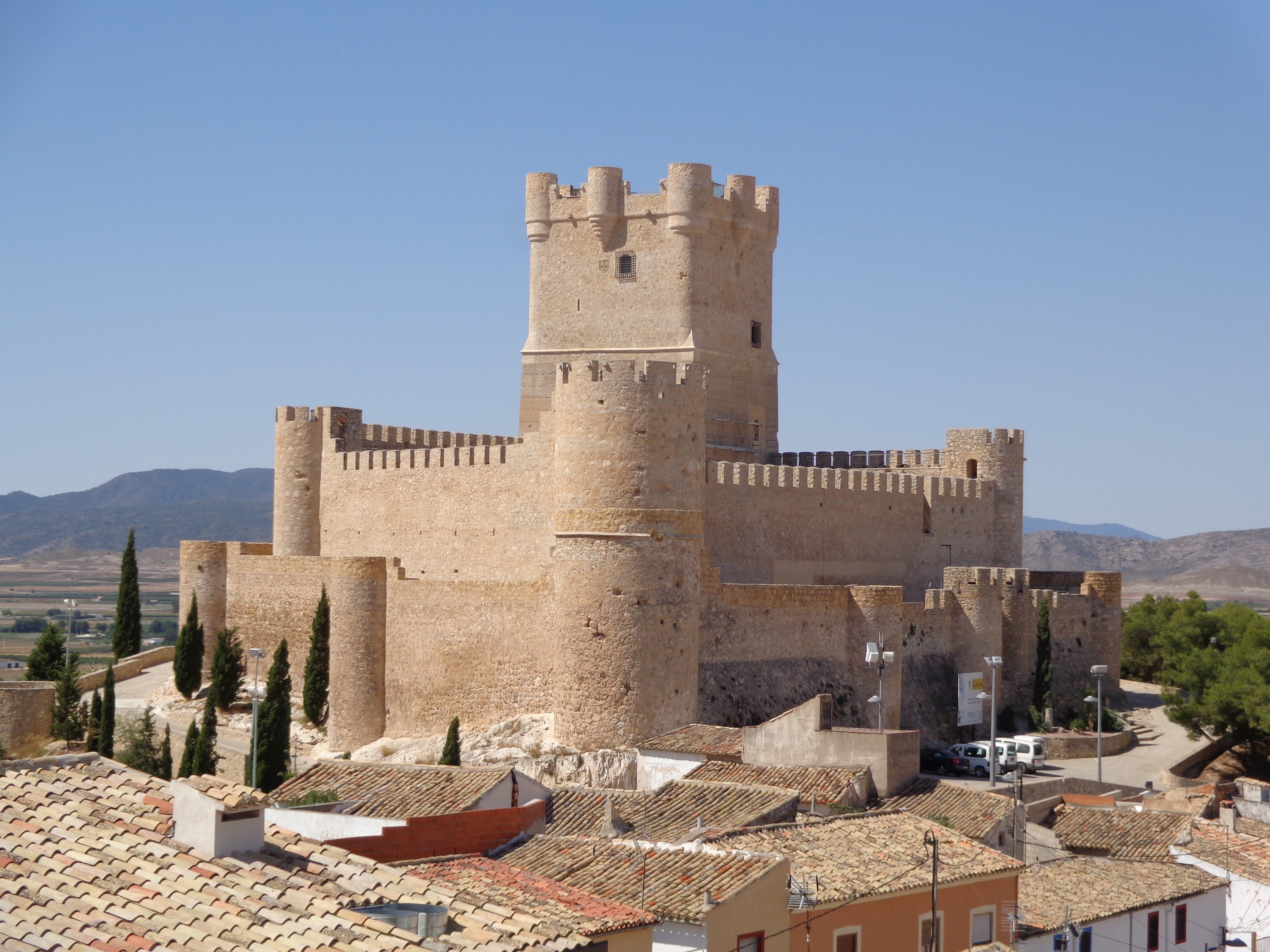
Castillo de Villena in der Provinz Alicante.

Der Titel Markgraf von Villena (spanisch Marqués de Villena) ist ein spanischer Adelstitel, der mit der Stadt Villena in der Provinz Alicante verknüpft ist. 

## Geschichte
Ursprünglich gab es eine Grundherrschaft von Villena (spanisch Señorío de Villena), die vom kastilischen König Alfons X. seinem jüngeren Bruder, dem Infanten Manuel von Kastilien übertragen wurde. Dieser vererbte sie seinem Sohn Juan Manuel weiter, der in den 1330er Jahren zum Herzog (Duque de Villena) erhoben wurde. Dessen Sohn Fernando Manuel war in den Jahren von 1348 bis zu seinem Tod 1350 zweiter Herzog von Villena, woraufhin ihm seine Tochter Blanka Manuel als Herzogin (Duquesa) nachfolgte. Im Jahr 1361 wurde Juan Manuels Tochter Juana Manuel Herzogin von Villena. Sie war mit dem späteren kastilischen König Heinrich II. verheiratet. Mit ihrer Zustimmung verlieh Heinrich II., der durch Schenkungen seine Partei während seines Bürgerkriegs gegen Peter den Grausamen stärken wollte, Villena 1366 an Alfonso von Aragón mit dem Titel eines Marquisats (Marquesado de Villena). Alfonso trat das Marquisat an seinen Sohn Pedro ab, der somit zweiter Marqués de Vilena wurde, aber bereits 1385, lange vor dem Tod seines Vaters, in der Schlacht von Aljubarrota fiel. Nach der Entmachtung des Alfonso von Aragón fiel das Marquesado de Villena wieder an die kastilische Krone.
Im Jahr 1445 jedoch wurde die Markgrafschaft nach der ersten Schlacht von Olmedo durch den kastilischen König Johann II. an Juan Pacheco aus der Familie Téllez-Girón vergeben. Aber weil dessen Sohn Diego López Pacheco y Portocarrero im kastilischen Erbfolgekrieg Juana la Beltraneja unterstützte, eroberten Truppen der Katholischen Könige im Jahr 1476 die Markgrafschaft, die nun von der Krone dauerhaft eingezogen wurde. Dennoch durften die Herzöge von Escalona weiterhin ständig den Titel eines „Marqués von Villena“ führen.
Die bekanntesten Markgrafen von Villena sind:
- Diego López de Pacheco Cabrera y Bobadilla (1599–1653).
- Juan Manuel Fernández Pacheco (1650–1725), 8. Marqués de Villena, Gründungsdirektor der Real Academia Española.
- Bernardino Fernández de Velasco (1783–1851), Herzog von Frías, Ministerpräsident Spaniens (1838).